# Cezar de Vendôme

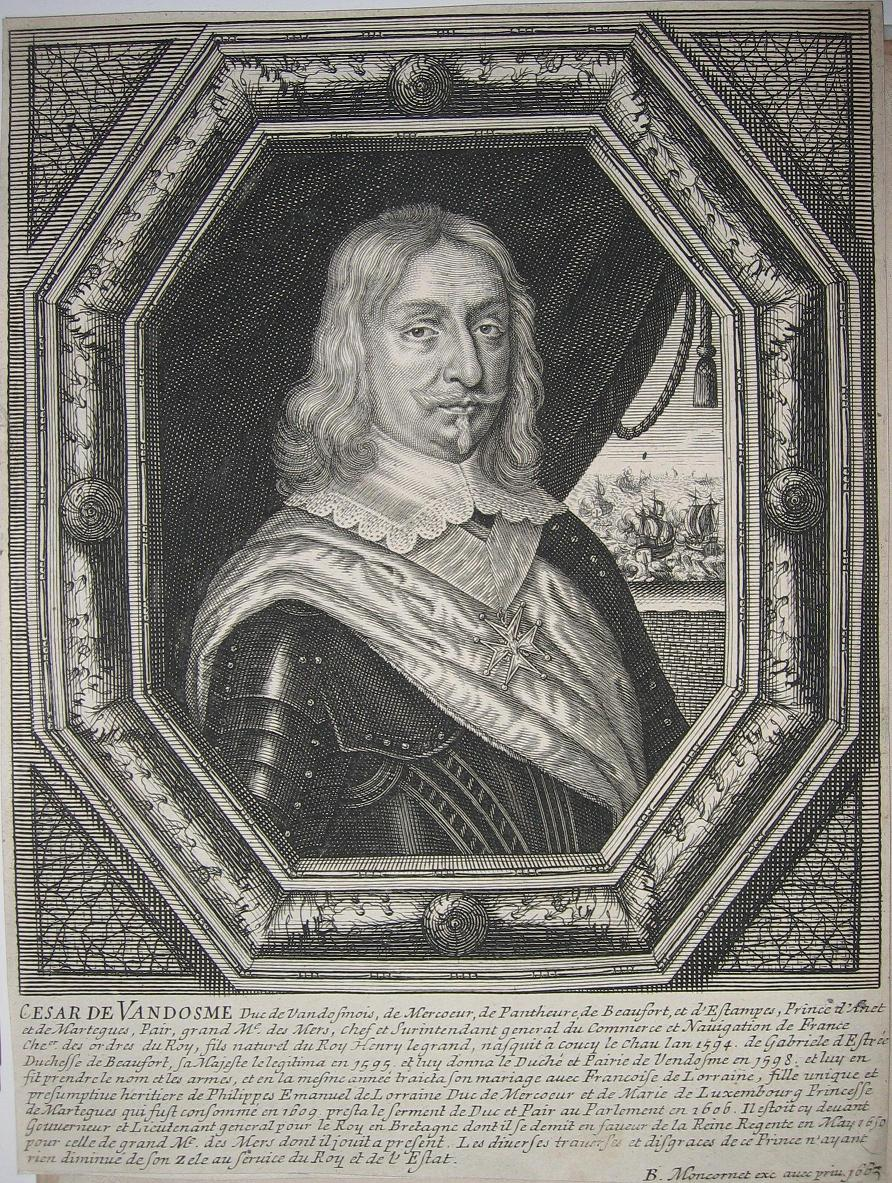
Cezar Burbon ok. roku 1663

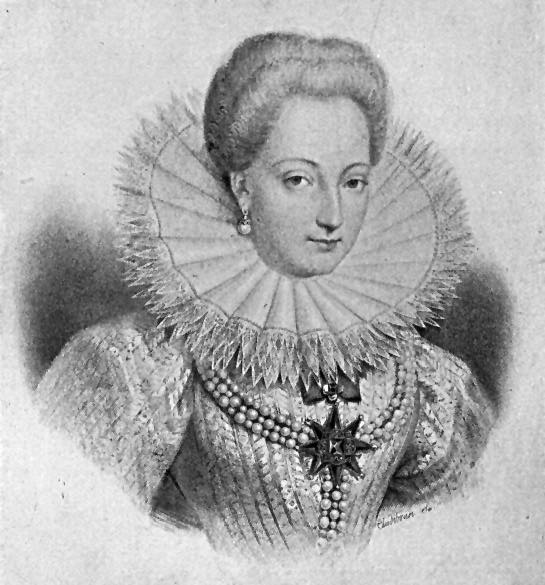
Matka Cezara – Gabrielle d’Estrées

Cezar de Bourbon-Vendôme, fr. César de Bourbon-Vendôme (ur. 3 czerwca 1594 w Château de Coucy, zm. 22 października 1665 w Paryżu) – nieślubny syn króla Francji Henryka IV i jego metresy Gabrielle d’Estrées. Książę de Vendôme, de Beaufort i d'Étampes.
W 1595 został oficjalnie uznany przez swojego ojca. W 1598 otrzymał tytuł księcia de Vendôme, a rok później – po śmierci swojej matki został również księciem de Beaufort i Étampes. 16 lipca 1608 w zamku Fontainebleau poślubił bogatą dziedziczkę Franciszkę Lotaryńską, księżną de Mercoeur i de Penthièvre (1592–1669). Para miała razem troje dzieci:
- Ludwik II, książę de Vendôme (1612–1669)

∞ Laura Mancini
- Franciszek, książę de Beaufort, Roi des Halles (1616–1669)
- Elżbieta, modemoiselle de Vendôme (1614–1664)

∞ Karol Amadeusz Sabaudzki, książę de Nemours
Cezar spędził większość życia, intrygując przeciwko Marii Medycejskiej, prawowitej żonie ojca, oraz swojemu bratu przyrodniemu Ludwikowi XIII. Był wplątany w spisek Chalais przeciwko kardynałowi Armandowi Richelieu, przez co razem ze swoim bratem Aleksandrem, kawalerem de Vendôme, został uwięziony w zamku Vincennes w 1626. W 1630 został wypuszczony i skazany na wygnanie z Francji do Holandii. W 1632 powrócił do Francji i razem ze swoim drugim synem Franciszkiem wziął udział w spisku przeciwko kardynałowi Jules'owi Mazarinowi. Tym razem został wygnany do Anglii i do ojczyzny nie powrócił aż do 1642. Małżeństwo zawarte między jego pierwszym synem Ludwikiem a Laurą Mancini, siostrzenicą Mazarina, przyniosło znaczną poprawę stosunków między Cezarem a kardynałem. Cezar nawet wsparł regentkę Annę Austriaczkę w czasie Frondy. W 1651 został mianowany admirałem Francji, a w 1655 – Wielkim Mistrzem Nawigacji.
Pochowany jest w kościele Saint Roch w Paryżu.